# الخدعة الكبرى (فلم 1926)
الخدعة الكبرى (بالإنجليزية: The Great Deception) فيلم دراما أمريكي صامت، انتج عام 1926 من إخراج هوارد هيغين وبطولة بازل راثبون، بين ليون، أيلين برينغل.

## روابط خارجية
- مقالات تستعمل روابط فنية بلا صلة مع ويكي بيانات